# Leptotyphlops nursii
Espèce
Synonymes
- Glauconia nursii Anderson, 1896
- Myriopholis nursii (Anderson, 1896)

Leptotyphlops nursii est une espèce de serpents de la famille des Leptotyphlopidae.

## Répartition
Cette espèce se rencontre au Yémen, en Oman, en Érythrée et en Somalie. Elle est présente entre 50 et 1 525 m d'altitude.

## Description
L'holotype de Myriopholis nursii mesure 250 mm. Cette espèce a la face dorsale brun pâle et la face ventrale blanche.

## Étymologie
Son nom d'espèce lui a été donné en l'honneur du Lieutenant Colonel C. G. Nurse qui a collecté les premiers spécimens.

## Publication originale
- Anderson, 1896 : Glauconia nursii in Boulenger, 1896 : Catalogue of the snakes in the British Museum. London, Taylor & Francis, vol. 3, p. 1-727 (texte intégral).